# Naftali
Naftali  bibliai személy, a Teremtés könyve alapján Jákob hatodik fia volt, Bilhától a második. Az azonos nevű izraeli törzs ősatyja.

## Név
A Tóra leírása szerint a Naftali név a Jákob kegyeiért folytatott harcra, Ráhel és Lea között utal. Ráhel meddő volt, ezért rábeszélte férjét, Jákobot, hogy szolgálónőjétől, Bilhától szülessen gyermekük, akire sajátjukként tekintenek majd. 

## Bibliai hivatkozások
A Biblia leírja, hogyan válik Bilhából Jákob feleségévé a szolgálóleányi posztból (Gen 30:4). Bibliakritikusok szerint szolgálóleányi pozíciója arra utalhat, hogy az írók nem tekintették Naftali törzsét egy teljes izraelita törzsnek; és ez egy tipográfiai hiba következménye miatt lehet, mivel a Naftali és Izsakhár nevek később helyet cserélnek a szövegben, és Naftali és Izsakhár születés-történetei összefonódnak, mely teljesen átformálja a szöveg értelmezését. 
A Pszeudo-Jonatán Targum szerint Naftali gyorsan mozgó ember volt, és ez úgy tűnik Jákob áldásának köszönhető, ugyanis Naftali egy gímszarvasként van ábrázolva. A bibliai tudósok úgy vélik, hogy ez valójában a Naftali törzsének leírása, különösen azért, mert Jákob áldásának egyes szövegei jóval azután keletkeztek, miután a törzs Kánánban letelepedett.
Naftali Mózes ötödik könyvében (34.2) is említve van, amikor Isten felviszi Mózest a Nébó-hegyre, hogy megmutassa neki "az ígéret földjét", melyet a pátriárkáknak ígért. 

## A családja
Mózes első könyve szerint (46:24) Naftalinak négy fia volt: Jakhczeél, Gúni, Jéczer és Sillém. Feleségek és lányok nincsenek megnevezve.
Naftali családjával együtt Egyiptomba vándorolt, a törzs többi tagjával, ahol egészen a későbbi zsidó kivonulásig maradtak.
A tizenkét pátriárka testamentuma szerint 137 évesen halt meg és Egyiptomban temették el.

## Fordítás
- Ez a szócikk részben vagy egészben  a   Naphtali című angol Wikipédia-szócikk fordításán alapul.  Az eredeti cikk szerkesztőit annak laptörténete sorolja fel. Ez a jelzés csupán a megfogalmazás eredetét és a szerzői jogokat jelzi, nem szolgál a cikkben szereplő információk forrásmegjelöléseként.